# Calificările pentru Campionatul Mondial de Fotbal 2022 (AFC) A doua rundă
Runda a doua a Calificărilor pentru Campionatul Mondial de Fotbal 2022 (AFC), care servește și ca a doua rundă a Calificărilor pentru Cupa Asiei pe Națiuni 2023, este programată să fie jucată în perioada 5 septembrie 2019 - 9 iunie 2020.

## Format
Cele 40 de echipe vor fi grupate în opt grupe de cinci pentru a juca meciuri acasă și în deplasare. Cele 34 de echipe (echipele clasate pe locul 1 - 34 în lista echipelor eligibile trec direct în a doua rundă, și împreună cu cei șase câștigători din prima rundă, vor concura în această rundă. Cei opt câștigători ai grupelor și cei patru cei mai buni câștigători vor avansa în turul trei. Meciurile din această rundă se vor dubla ca parte a campaniei de calificare a Cupei Asiei 2023.
Dacă Qatar, gazdele Cupei Mondiale, câștiga grupa lor sau termină ca una dintre cele mai bune patru echipe clasate pe locul doi, locul lor în a treia rundă va fi acordat celei de-a cincea celei mai bune echipe clasate pe locul doi.

## Tragerea
Tragerea la sorti pentru a doua rundă a avut loc pe 17 iulie 2019 la Casa AFC din Kuala Lumpur, Malaezia.
Tragerea este bazată pe Clasamentul FIFA pe luna iunie 2019 (prezentat între paranteze de mai jos).
Notă: Echipele cu Bold s-au calificat pentru a treia rundă.
| Pot 1 | Pot 2 | Pot 3 | Pot 4 | Pot 5 |
| --- | --- | --- | --- | --- |
| 1. Iran (20) 2. Japonia (28) 3. Coreea de Sud (37) 4. Australia (43) 5. Qatar (55) 6. Emiratele Arabe Unite (67) 7. Arabia Saudită (69) 8. China (73) | 1. Irak (77) 2. Uzbekistan (82) 3. Siria (85) 4. Oman (86) 5. Liban (86) 6. Kârgâzstan (95) 7. Vietnam (96) 8. Iordania (98) | 1. Palestina (100) 2. India (101) 3. Bahrain (110) 4. Thailanda (116) 5. Tadjikistan (120) 6. Coreea de Nord (122) 7. Taipeiul Chinez (125) 8. Filipine (126) | 1. Turkmenistan (135) 2. Myanmar (138) 3. Hong Kong (141) 4. Yemen (144) 5. Afganistan (149) 6. Maldive (151) 7. Kuweit (156) 8. Malaysia (159) | 1. Indonezia (160) 2. Singapore (162) 3. Nepal (165) 4. Cambodgia (169) 5. Bangladesh (183) 6. Mongolia (187) 7. Guam (190) 8. Sri Lanka (201) |

### Grupele

#### Grupa A
| Echipa   | MJ | V | E | Î | GM | GP | G   | Pct |
| -------- | -- | - | - | - | -- | -- | --- | --- |
| Siria    | 5  | 5 | 0 | 0 | 14 | 4  | +10 | 15  |
| China    | 4  | 2 | 1 | 1 | 13 | 2  | +11 | 7   |
| Filipine | 5  | 2 | 1 | 2 | 8  | 8  | 0   | 7   |
| Maldive  | 5  | 2 | 0 | 3 | 6  | 10 | −4  | 6   |
| Guam     | 5  | 0 | 0 | 5 | 2  | 19 | −17 | 0   |

| Guam | 0−1                        | Maldive        |
| ---- | -------------------------- | -------------- |
|      | Report (FIFA) Report (AFC) | - Mahudhee 27' |

| Filipine              | 2–5                        | Siria                                                                   |
| --------------------- | -------------------------- | ----------------------------------------------------------------------- |
| - Patiño 6' - Ott 83' | Report (FIFA) Report (AFC) | - Al Somah 14', 55' - Mobayed 30' - Al-Khatib 48' (pen.) - Al-Mawas 85' |

| Guam               | 1–4                        | Filipine                                               |
| ------------------ | -------------------------- | ------------------------------------------------------ |
| - Lopez 67' (pen.) | Report (FIFA) Report (AFC) | - Guirado 7' - Reichelt 12' - Schröck 71' - Strauß 82' |

| Maldive | 0–5                        | China                                                                   |
| ------- | -------------------------- | ----------------------------------------------------------------------- |
|         | Report (FIFA) Report (AFC) | - Wu Xi 33' - Wu Lei 45' - Yang Xu 64' (pen.) - Elkeson 83' (pen.), 90' |

| China                                                                | 7–0                        | Guam |
| -------------------------------------------------------------------- | -------------------------- | ---- |
| - Yang Xu 6', 19', 24', 31' - Wu Lei 17' - Wu Xi 45+1' - Elkeson 75' | Report (FIFA) Report (AFC) |      |

| Siria               | 2–1                        | Maldive      |
| ------------------- | -------------------------- | ------------ |
| - Al Somah 26', 60' | Report (FIFA) Report (AFC) | - Ashfaq 70' |

| Filipine | 0–0                        | China |
| -------- | -------------------------- | ----- |
|          | Report (FIFA) Report (AFC) |       |

| Siria                                    | 4–0                        | Guam |
| ---------------------------------------- | -------------------------- | ---- |
| - Al Somah 3', 44', 83' - Al-Mawas 90+3' | Report (FIFA) Report (AFC) |      |

| Maldive        | 1–2                        | Filipine                  |
| -------------- | -------------------------- | ------------------------- |
| - Hassan 90+3' | Report (FIFA) Report (AFC) | - Ramsay 52' - Strauß 68' |

| Siria                                  | 2–1                        | China        |
| -------------------------------------- | -------------------------- | ------------ |
| - Omari 19' - Zhang Linpeng 76' (aut.) | Report (FIFA) Report (AFC) | - Wu Lei 30' |

| Maldive                                          | 3–1                        | Guam         |
| ------------------------------------------------ | -------------------------- | ------------ |
| - Samooh 23' - Nicklaw 38' (aut.) - Ashfaq 90+1' | Report (FIFA) Report (AFC) | - Matkin 49' |

| Siria           | 1–0                        | Filipine |
| --------------- | -------------------------- | -------- |
| - Al Salama 23' | Report (FIFA) Report (AFC) |          |

| China |                            | Maldive |
| ----- | -------------------------- | ------- |
|       | Report (FIFA) Report (AFC) |         |

| Filipine |                            | Guam |
| -------- | -------------------------- | ---- |
|          | Report (FIFA) Report (AFC) |      |

| Maldive |                            | Siria |
| ------- | -------------------------- | ----- |
|         | Report (FIFA) Report (AFC) |       |

| Guam |                            | China |
| ---- | -------------------------- | ----- |
|      | Report (FIFA) Report (AFC) |       |

| China |                            | Filipine |
| ----- | -------------------------- | -------- |
|       | Report (FIFA) Report (AFC) |          |

| Siria |                            | Guam |
| ----- | -------------------------- | ---- |
|       | Report (FIFA) Report (AFC) |      |

| China |                            | Siria |
| ----- | -------------------------- | ----- |
|       | Report (FIFA) Report (AFC) |       |

| Filipine |                            | Maldive |
| -------- | -------------------------- | ------- |
|          | Report (FIFA) Report (AFC) |         |

#### Grupa B
| Echipa          | MJ | V | E | Î | GM | GP | G   | Pct |
| --------------- | -- | - | - | - | -- | -- | --- | --- |
| Australia       | 4  | 4 | 0 | 0 | 16 | 1  | +15 | 12  |
| Kuweit          | 5  | 3 | 1 | 1 | 17 | 3  | +14 | 10  |
| Iordania        | 5  | 3 | 1 | 1 | 10 | 3  | +7  | 10  |
| Nepal           | 5  | 1 | 0 | 4 | 2  | 16 | −14 | 3   |
| Taipeiul Chinez | 5  | 0 | 0 | 5 | 3  | 25 | −22 | 0   |

| Taipeiul Chinez    | 1–2                        | Iordania                 |
| ------------------ | -------------------------- | ------------------------ |
| - Wen Chih-hao 81' | Report (FIFA) Report (AFC) | - Faisal 19' - Samir 37' |

| Kuweit                                                                                           | 7–0                        | Nepal |
| ------------------------------------------------------------------------------------------------ | -------------------------- | ----- |
| - Nasser 6', 50' - Al Hajeri 13' - Mawi 59' - Al-Mutawa 67' - Abujabarah 90+4' - Al-Musawi 90+7' | Report (FIFA) Report (AFC) |       |

| Taipeiul Chinez | 0–2                        | Nepal           |
| --------------- | -------------------------- | --------------- |
|                 | Report (FIFA) Report (AFC) | - Bista 4', 62' |

| Kuweit | 0–3                        | Australia                   |
| ------ | -------------------------- | --------------------------- |
|        | Report (FIFA) Report (AFC) | - Leckie 7', 30' - Mooy 38' |

| Australia                                                    | 5–0                        | Nepal |
| ------------------------------------------------------------ | -------------------------- | ----- |
| - Maclaren 6', 19', 90' - Souttar 23' - Rajbanshi 59' (aut.) | Report (FIFA) Report (AFC) |       |

| Iordania | 0–0                        | Kuweit |
| -------- | -------------------------- | ------ |
|          | Report (FIFA) Report (AFC) |        |

| Taipeiul Chinez   | 1–7                        | Australia                                                              |
| ----------------- | -------------------------- | ---------------------------------------------------------------------- |
| - Chen Yi-wei 21' | Report (FIFA) Report (AFC) | - Taggart 12', 19' - Irvine 34', 37' - Souttar 73', 89' - Maclaren 84' |

| Iordania                                        | 3–0                        | Nepal |
| ----------------------------------------------- | -------------------------- | ----- |
| - Shelbaieh 56' (pen.) - Ersan 78' - Faisal 89' | Report (FIFA) Report (AFC) |       |

| Iordania | 0–1                        | Australia     |
| -------- | -------------------------- | ------------- |
|          | Report (FIFA) Report (AFC) | - Taggart 13' |

| Kuweit | 9–0                        | Taipeiul Chinez |
| --- | -------------------------- | --------------- |
| - Nasser 22', 59' - Al Ansari 42' - Al Faneeni 49' - Al-Mutawa 55' - Zayid 62' - Al-Khaldi 73' - Chen Wei-chuan 77' (aut.) - Al-Azemi 81' | Report (FIFA) Report (AFC) |                 |

| Nepal | 0–1                        | Kuweit          |
| ----- | -------------------------- | --------------- |
|       | Report (FIFA) Report (AFC) | - Al-Mutawa 28' |

| Iordania                                                    | 5–0                        | Taipeiul Chinez |
| ----------------------------------------------------------- | -------------------------- | --------------- |
| - Faisal 4', 75' - Ersan 25' - Al-Arab 43' - Al-Dardour 62' | Report (FIFA) Report (AFC) |                 |

| Australia |                            | Kuweit |
| --------- | -------------------------- | ------ |
|           | Report (FIFA) Report (AFC) |        |

| Nepal |                            | Taipeiul Chinez |
| ----- | -------------------------- | --------------- |
|       | Report (FIFA) Report (AFC) |                 |

| Kuweit |                            | Iordania |
| ------ | -------------------------- | -------- |
|        | Report (FIFA) Report (AFC) |          |

| Nepal |                            | Australia |
| ----- | -------------------------- | --------- |
|       | Report (FIFA) Report (AFC) |           |

| Australia |                            | Taipeiul Chinez |
| --------- | -------------------------- | --------------- |
|           | Report (FIFA) Report (AFC) |                 |

| Nepal |                            | Iordania |
| ----- | -------------------------- | -------- |
|       | Report (FIFA) Report (AFC) |          |

| Australia |                            | Iordania |
| --------- | -------------------------- | -------- |
|           | Report (FIFA) Report (AFC) |          |

| Taipeiul Chinez |                            | Kuweit |
| --------------- | -------------------------- | ------ |
|                 | Report (FIFA) Report (AFC) |        |

#### Grupa C
| Echipa    | MJ | V | E | Î | GM | GP | G   | Pct |
| --------- | -- | - | - | - | -- | -- | --- | --- |
| Irak      | 5  | 3 | 2 | 0 | 9  | 2  | +7  | 11  |
| Bahrain   | 5  | 2 | 3 | 0 | 3  | 1  | +2  | 9   |
| Iran      | 4  | 2 | 0 | 2 | 17 | 3  | +14 | 6   |
| Hong Kong | 5  | 1 | 2 | 2 | 3  | 5  | −2  | 5   |
| Cambodgia | 5  | 0 | 1 | 4 | 1  | 22 | −21 | 1   |

| Cambodgia | 1–1                        | Hong Kong          |
| --------- | -------------------------- | ------------------ |
| - Keo 16' | Report (FIFA) Report (AFC) | - Tan Chun Lok 33' |

| Bahrain       | 1–1                        | Irak      |
| ------------- | -------------------------- | --------- |
| - Al Aswad 9' | Report (FIFA) Report (AFC) | - Ali 85' |

| Cambodgia | 0–1                        | Bahrain        |
| --------- | -------------------------- | -------------- |
|           | Report (FIFA) Report (AFC) | - Al Aswad 78' |

| Hong Kong | 0–2                        | Iran                          |
| --------- | -------------------------- | ----------------------------- |
|           | Report (FIFA) Report (AFC) | - Azmoun 23' - Ansarifard 54' |

| Iran | 14–0                       | Cambodgia |
| --- | -------------------------- | --------- |
| - Nourollahi 5' - Azmoun 11', 35', 44' - Kanaani 18' - Taremi 22', 54' - Ansarifard 40', 48', 60', 88' - Mohebi 65', 67' - Mohammadi 85' | Report (FIFA) Report (AFC) |           |

| Irak                            | 2–0                        | Hong Kong |
| ------------------------------- | -------------------------- | --------- |
| - M. Ali 37' - Adnan 79' (pen.) | Report (FIFA) Report (AFC) |           |

| Cambodgia | 0–4                        | Irak                                                 |
| --------- | -------------------------- | ---------------------------------------------------- |
|           | Report (FIFA) Report (AFC) | - Bayesh 22' - M. Ali 41' - Attwan 57' - Ibrahim 62' |

| Bahrain                | 1–0                        | Iran |
| ---------------------- | -------------------------- | ---- |
| - Al-Hardan 65' (pen.) | Report (FIFA) Report (AFC) |      |

| Hong Kong | 0–0                        | Bahrain |
| --------- | -------------------------- | ------- |
|           | Report (FIFA) Report (AFC) |         |

| Irak                       | 2–1                        | Iran             |
| -------------------------- | -------------------------- | ---------------- |
| - M. Ali 11' - Abbas 90+2' | Report (FIFA) Report (AFC) | - Nourollahi 25' |

| Hong Kong              | 2–0                        | Cambodgia |
| ---------------------- | -------------------------- | --------- |
| - Ha 20' - Roberto 83' | Report (FIFA) Report (AFC) |           |

| Irak | 0–0                        | Bahrain |
| ---- | -------------------------- | ------- |
|      | Report (FIFA) Report (AFC) |         |

| Iran |                            | Hong Kong |
| ---- | -------------------------- | --------- |
|      | Report (FIFA) Report (AFC) |           |

| Bahrain |                            | Cambodgia |
| ------- | -------------------------- | --------- |
|         | Report (FIFA) Report (AFC) |           |

| Hong Kong |                            | Irak |
| --------- | -------------------------- | ---- |
|           | Report (FIFA) Report (AFC) |      |

| Cambodgia |                            | Iran |
| --------- | -------------------------- | ---- |
|           | Report (FIFA) Report (AFC) |      |

| Iran |                            | Bahrain |
| ---- | -------------------------- | ------- |
|      | Report (FIFA) Report (AFC) |         |

| Irak |                            | Cambodgia |
| ---- | -------------------------- | --------- |
|      | Report (FIFA) Report (AFC) |           |

| Iran |                            | Irak |
| ---- | -------------------------- | ---- |
|      | Report (FIFA) Report (AFC) |      |

| Bahrain |                            | Hong Kong |
| ------- | -------------------------- | --------- |
|         | Report (FIFA) Report (AFC) |           |

#### Grupa D
| Echipa         | MJ | V | E | Î | GM | GP | G  | Pct |
| -------------- | -- | - | - | - | -- | -- | -- | --- |
| Uzbekistan     | 5  | 3 | 0 | 2 | 12 | 6  | +6 | 9   |
| Arabia Saudită | 4  | 2 | 2 | 0 | 8  | 4  | +4 | 8   |
| Singapore      | 5  | 2 | 1 | 2 | 7  | 10 | −3 | 7   |
| Yemen          | 5  | 1 | 2 | 2 | 6  | 11 | −5 | 5   |
| Palestina      | 5  | 1 | 1 | 3 | 3  | 5  | −2 | 4   |

| Singapore                | 2–2                        | Yemen                          |
| ------------------------ | -------------------------- | ------------------------------ |
| - Ikhsan 27' - Faris 52' | Report (FIFA) Report (AFC) | - Al-Matari 34' - Mohammed 45' |

| Palestina                  | 2–0                        | Uzbekistan |
| -------------------------- | -------------------------- | ---------- |
| - Dabbagh 60' - Batran 85' | Report (FIFA) Report (AFC) |            |

| Singapore                 | 2–1                        | Palestina   |
| ------------------------- | -------------------------- | ----------- |
| - Hamzah 3' - Safuwan 38' | Report (FIFA) Report (AFC) | - Hamed 13' |

| Yemen                     | 2–2                        | Arabia Saudită                 |
| ------------------------- | -------------------------- | ------------------------------ |
| - Qarawi 8' - Al Dahi 37' | Report (FIFA) Report (AFC) | - Bahebri 23' - Al-Dawsari 48' |

| Uzbekistan                                                                           | 5–0                        | Yemen |
| ------------------------------------------------------------------------------------ | -------------------------- | ----- |
| - Kodirkulov 3' - Shomurodov 33' - Iskanderov 53' - Tukhtakhodjaev 72' - Sergeev 90' | Report (FIFA) Report (AFC) |       |

| Arabia Saudită                   | 3–0                        | Singapore |
| -------------------------------- | -------------------------- | --------- |
| - Asiri 28', 67' - Al-Hamdan 61' | Report (FIFA) Report (AFC) |           |

| Singapore      | 1–3                        | Uzbekistan                            |
| -------------- | -------------------------- | ------------------------------------- |
| - Ikhsan 45+1' | Report (FIFA) Report (AFC) | - Ahmedov 15' - Shomurodov 51', 90+2' |

| Palestina | 0–0                        | Arabia Saudită |
| --------- | -------------------------- | -------------- |
|           | Report (FIFA) Report (AFC) |                |

| Uzbekistan                             | 2–3                        | Arabia Saudită                              |
| -------------------------------------- | -------------------------- | ------------------------------------------- |
| - Shomurodov 16' - Shukurov 56' (pen.) | Report (FIFA) Report (AFC) | - Al-Faraj 23' (pen.), 85' - Al-Dawsari 90' |

| Yemen         | 1–0                        | Palestina |
| ------------- | -------------------------- | --------- |
| - Al-Dahi 54' | Report (FIFA) Report (AFC) |           |

| Uzbekistan            | 2–0                        | Palestina |
| --------------------- | -------------------------- | --------- |
| - Shomurodov 18', 58' | Report (FIFA) Report (AFC) |           |

| Yemen             | 1–2                        | Singapore                |
| ----------------- | -------------------------- | ------------------------ |
| - Al-Gahwashi 85' | Report (FIFA) Report (AFC) | - Ikhsan 19' - Hafiz 52' |

| Arabia Saudită |                            | Yemen |
| -------------- | -------------------------- | ----- |
|                | Report (FIFA) Report (AFC) |       |

| Palestina |                            | Singapore |
| --------- | -------------------------- | --------- |
|           | Report (FIFA) Report (AFC) |           |

| Yemen |                            | Uzbekistan |
| ----- | -------------------------- | ---------- |
|       | Report (FIFA) Report (AFC) |            |

| Singapore |                            | Arabia Saudită |
| --------- | -------------------------- | -------------- |
|           | Report (FIFA) Report (AFC) |                |

| Arabia Saudită |                            | Palestina |
| -------------- | -------------------------- | --------- |
|                | Report (FIFA) Report (AFC) |           |

| Uzbekistan |                            | Singapore |
| ---------- | -------------------------- | --------- |
|            | Report (FIFA) Report (AFC) |           |

| Arabia Saudită |                            | Uzbekistan |
| -------------- | -------------------------- | ---------- |
|                | Report (FIFA) Report (AFC) |            |

| Palestina |                            | Yemen |
| --------- | -------------------------- | ----- |
|           | Report (FIFA) Report (AFC) |       |

#### Grupa E
| Echipa     | MJ | V | E | Î | GM | GP | G   | Pct |
| ---------- | -- | - | - | - | -- | -- | --- | --- |
| Qatar      | 5  | 4 | 1 | 0 | 11 | 1  | +10 | 13  |
| Oman       | 5  | 4 | 0 | 1 | 11 | 4  | +7  | 12  |
| Afganistan | 5  | 1 | 1 | 3 | 2  | 11 | −9  | 4   |
| India      | 5  | 0 | 3 | 2 | 3  | 5  | −2  | 3   |
| Bangladesh | 4  | 0 | 1 | 3 | 2  | 8  | −6  | 1   |

| India         | 1–2                        | Oman                  |
| ------------- | -------------------------- | --------------------- |
| - Chhetri 24' | Report (FIFA) Report (AFC) | - Al-Mandhar 82', 90' |

| Qatar                                                         | 6–0                        | Afganistan |
| ------------------------------------------------------------- | -------------------------- | ---------- |
| - Ali 4', 10', 51' - Al-Haydos 13' - Hassan 34' - Khoukhi 67' | Report (FIFA) Report (AFC) |            |

| Afganistan | 1–0                        | Bangladesh |
| ---------- | -------------------------- | ---------- |
| - Noor 27' | Report (FIFA) Report (AFC) |            |

| Qatar | 0–0                        | India |
| ----- | -------------------------- | ----- |
|       | Report (FIFA) Report (AFC) |       |

| Bangladesh | 0–2                        | Qatar                           |
| ---------- | -------------------------- | ------------------------------- |
|            | Report (FIFA) Report (AFC) | - Abdurisag 28' - Boudiaf 90+2' |

| Oman                                           | 3–0                        | Afganistan |
| ---------------------------------------------- | -------------------------- | ---------- |
| - Al-Muqbali 27', 38' - Al-Ghassani 61' (pen.) | Report (FIFA) Report (AFC) |            |

| India      | 1–1                        | Bangladesh  |
| ---------- | -------------------------- | ----------- |
| - Khan 88' | Report (FIFA) Report (AFC) | - Uddin 42' |

| Qatar                   | 2–1                        | Oman              |
| ----------------------- | -------------------------- | ----------------- |
| - Ak. Afif 2' - Ali 71' | Report (FIFA) Report (AFC) | - R. Al Alawi 63' |

| Afganistan     | 1–1                        | India           |
| -------------- | -------------------------- | --------------- |
| - Nazary 45+1' | Report (FIFA) Report (AFC) | - Doungel 90+3' |

| Oman                                                                | 4–1                        | Bangladesh  |
| ------------------------------------------------------------------- | -------------------------- | ----------- |
| - Al-Khaldi 48' - R. Al-Alawi 68' - A. Al-Alawi 78' - Al-Hidi 90+1' | Report (FIFA) Report (AFC) | - Ahmed 81' |

| Afganistan | 0–1                        | Qatar             |
| ---------- | -------------------------- | ----------------- |
|            | Report (FIFA) Report (AFC) | - Afif 76' (pen.) |

| Oman              | 1–0                        | India |
| ----------------- | -------------------------- | ----- |
| - Al-Ghassani 33' | Report (FIFA) Report (AFC) |       |

| Bangladesh |                            | Afganistan |
| ---------- | -------------------------- | ---------- |
|            | Report (FIFA) Report (AFC) |            |

| India |                            | Qatar |
| ----- | -------------------------- | ----- |
|       | Report (FIFA) Report (AFC) |       |

| Afganistan |                            | Oman |
| ---------- | -------------------------- | ---- |
|            | Report (FIFA) Report (AFC) |      |

| Qatar |                            | Bangladesh |
| ----- | -------------------------- | ---------- |
|       | Report (FIFA) Report (AFC) |            |

| Bangladesh |                            | India |
| ---------- | -------------------------- | ----- |
|            | Report (FIFA) Report (AFC) |       |

| Oman |                            | Qatar |
| ---- | -------------------------- | ----- |
|      | Report (FIFA) Report (AFC) |       |

| Bangladesh |                            | Oman |
| ---------- | -------------------------- | ---- |
|            | Report (FIFA) Report (AFC) |      |

| India |                            | Afganistan |
| ----- | -------------------------- | ---------- |
|       | Report (FIFA) Report (AFC) |            |

#### Grupa F
| Echipa      | MJ | V | E | Î | GM | GP | G   | Pct |
| ----------- | -- | - | - | - | -- | -- | --- | --- |
| Japonia     | 4  | 4 | 0 | 0 | 13 | 0  | +13 | 12  |
| Kârgâzstan  | 5  | 2 | 1 | 2 | 10 | 5  | +5  | 7   |
| Tadjikistan | 5  | 2 | 1 | 2 | 6  | 8  | −2  | 7   |
| Myanmar     | 5  | 2 | 0 | 3 | 5  | 13 | −8  | 6   |
| Mongolia    | 5  | 1 | 0 | 4 | 2  | 10 | −8  | 3   |

| Mongolia     | 1–0                        | Myanmar |
| ------------ | -------------------------- | ------- |
| - Amaraa 17' | Report (FIFA) Report (AFC) |         |

| Tadjikistan        | 1–0                        | Kârgâzstan |
| ------------------ | -------------------------- | ---------- |
| - A. Dzhalilov 41' | Report (FIFA) Report (AFC) |            |

| Mongolia | 0–1                        | Tadjikistan       |
| -------- | -------------------------- | ----------------- |
|          | Report (FIFA) Report (AFC) | - D. Ergashev 81' |

| Myanmar | 0–2                        | Japonia                       |
| ------- | -------------------------- | ----------------------------- |
|         | Report (FIFA) Report (AFC) | - Nakajima 16' - Minamino 26' |

| Japonia                                                                         | 6–0                        | Mongolia |
| ------------------------------------------------------------------------------- | -------------------------- | -------- |
| - Minamino 22' - Yoshida 29' - Nagatomo 33' - Nagai 40' - Endo 57' - Kamada 82' | Report (FIFA) Report (AFC) |          |

| Kârgâzstan                                                                     | 7–0                        | Myanmar |
| ------------------------------------------------------------------------------ | -------------------------- | ------- |
| - Bernhardt 5', 10', 87' (pen.) - Șukurov 20', 71' - Alykulov 26' - Kichin 45' | Report (FIFA) Report (AFC) |         |

| Mongolia               | 1–2                        | Kârgâzstan                   |
| ---------------------- | -------------------------- | ---------------------------- |
| - Tsedenbal 57' (pen.) | Report (FIFA) Report (AFC) | - Alykulov 13' - Murzaev 42' |

| Tadjikistan | 0–3                        | Japonia                         |
| ----------- | -------------------------- | ------------------------------- |
|             | Report (FIFA) Report (AFC) | - Minamino 53', 55' - Asano 82' |

| Myanmar                                                          | 4–3                        | Tadjikistan                                  |
| ---------------------------------------------------------------- | -------------------------- | -------------------------------------------- |
| - Suan Lam Mang 10', 41' - Sithu Aung 48' - Maung Maung Lwin 63' | Report (FIFA) Report (AFC) | - M. Dzhalilov 36' (pen.), 76' - Vosiyev 57' |

| Kârgâzstan | 0–2                        | Japonia                               |
| ---------- | -------------------------- | ------------------------------------- |
|            | Report (FIFA) Report (AFC) | - Minamino 41' (pen.) - Haraguchi 54' |

| Myanmar            | 1–0                        | Mongolia |
| ------------------ | -------------------------- | -------- |
| - Hlaing Bo Bo 17' | Report (FIFA) Report (AFC) |          |

| Kârgâzstan     | 1–1                        | Tadjikistan    |
| -------------- | -------------------------- | -------------- |
| - Kozubaev 83' | Report (FIFA) Report (AFC) | - Ergashev 17' |

| Japonia |                            | Myanmar |
| ------- | -------------------------- | ------- |
|         | Report (FIFA) Report (AFC) |         |

| Tadjikistan |                            | Mongolia |
| ----------- | -------------------------- | -------- |
|             | Report (FIFA) Report (AFC) |          |

| Myanmar |                            | Kârgâzstan |
| ------- | -------------------------- | ---------- |
|         | Report (FIFA) Report (AFC) |            |

| Mongolia |                            | Japonia |
| -------- | -------------------------- | ------- |
|          | Report (FIFA) Report (AFC) |         |

| Japonia |                            | Tadjikistan |
| ------- | -------------------------- | ----------- |
|         | Report (FIFA) Report (AFC) |             |

| Kârgâzstan |                            | Mongolia |
| ---------- | -------------------------- | -------- |
|            | Report (FIFA) Report (AFC) |          |

| Japonia |                            | Kârgâzstan |
| ------- | -------------------------- | ---------- |
|         | Report (FIFA) Report (AFC) |            |

| Tadjikistan |                            | Myanmar |
| ----------- | -------------------------- | ------- |
|             | Report (FIFA) Report (AFC) |         |

#### Grupa G
| Echipa                | MJ | V | E | Î | GM | GP | G   | Pct |
| --------------------- | -- | - | - | - | -- | -- | --- | --- |
| Vietnam               | 5  | 3 | 2 | 0 | 5  | 1  | +4  | 11  |
| Malaysia              | 5  | 3 | 0 | 2 | 8  | 6  | +2  | 9   |
| Thailanda             | 5  | 2 | 2 | 1 | 6  | 3  | +3  | 8   |
| Emiratele Arabe Unite | 4  | 2 | 0 | 2 | 8  | 4  | +4  | 6   |
| Indonezia             | 5  | 0 | 0 | 5 | 3  | 16 | −13 | 0   |

| Thailanda | 0–0                        | Vietnam |
| --------- | -------------------------- | ------- |
|           | Report (FIFA) Report (AFC) |         |

| Indonezia            | 2–3                        | Malaysia                         |
| -------------------- | -------------------------- | -------------------------------- |
| - Gonçalves 11', 38' | Report (FIFA) Report (AFC) | - Sumareh 36', 90+6' - Ahmad 65' |

| Indonezia | 0–3                        | Thailanda                                  |
| --------- | -------------------------- | ------------------------------------------ |
|           | Report (FIFA) Report (AFC) | - Supachok 55', 71' - Bunmathan 63' (pen.) |

| Malaysia    | 1–2                        | Emiratele Arabe Unite |
| ----------- | -------------------------- | --------------------- |
| - Syafiq 1' | Report (FIFA) Report (AFC) | - Mabkhout 43', 75'   |

| Vietnam                | 1–0                        | Malaysia |
| ---------------------- | -------------------------- | -------- |
| - Nguyễn Quang Hải 40' | Report (FIFA) Report (AFC) |          |

| Emiratele Arabe Unite                                        | 5–0                        | Indonezia |
| ------------------------------------------------------------ | -------------------------- | --------- |
| - Ibrahim 40' - Mabkhout 51', 63' (pen.), 72' - Hassan 90+3' | Report (FIFA) Report (AFC) |           |

| Indonezia     | 1–3                        | Vietnam                                                            |
| ------------- | -------------------------- | ------------------------------------------------------------------ |
| - Bachdim 84' | Report (FIFA) Report (AFC) | - Đỗ Duy Mạnh 26' - Quế Ngọc Hải 55' (pen.) - Nguyễn Tiến Linh 61' |

| Thailanda                   | 2–1                        | Emiratele Arabe Unite |
| --------------------------- | -------------------------- | --------------------- |
| - Teerasil 26' - Ekanit 51' | Report (FIFA) Report (AFC) | - Mabkhout 45+2'      |

| Malaysia                | 2–1                        | Thailanda      |
| ----------------------- | -------------------------- | -------------- |
| - Gan 26' - Sumareh 57' | Report (FIFA) Report (AFC) | - Chanathip 7' |

| Vietnam                | 1–0                        | Emiratele Arabe Unite |
| ---------------------- | -------------------------- | --------------------- |
| - Nguyễn Tiến Linh 44' | Report (FIFA) Report (AFC) |                       |

| Malaysia          | 2–0                        | Indonezia |
| ----------------- | -------------------------- | --------- |
| - Safawi 30', 73' | Report (FIFA) Report (AFC) |           |

| Vietnam | 0–0                        | Thailanda |
| ------- | -------------------------- | --------- |
|         | Report (FIFA) Report (AFC) |           |

| Emiratele Arabe Unite |                            | Malaysia |
| --------------------- | -------------------------- | -------- |
|                       | Report (FIFA) Report (AFC) |          |

| Thailanda |                            | Indonezia |
| --------- | -------------------------- | --------- |
|           | Report (FIFA) Report (AFC) |           |

| Malaysia |                            | Vietnam |
| -------- | -------------------------- | ------- |
|          | Report (FIFA) Report (AFC) |         |

| Indonezia |                            | Emiratele Arabe Unite |
| --------- | -------------------------- | --------------------- |
|           | Report (FIFA) Report (AFC) |                       |

| Emiratele Arabe Unite |                            | Thailanda |
| --------------------- | -------------------------- | --------- |
|                       | Report (FIFA) Report (AFC) |           |

| Vietnam |                            | Indonezia |
| ------- | -------------------------- | --------- |
|         | Report (FIFA) Report (AFC) |           |

| Emiratele Arabe Unite |                            | Vietnam |
| --------------------- | -------------------------- | ------- |
|                       | Report (FIFA) Report (AFC) |         |

| Thailanda |                            | Malaysia |
| --------- | -------------------------- | -------- |
|           | Report (FIFA) Report (AFC) |          |

#### Grupa H
| Echipa         | MJ | V | E | Î | GM | GP | G   | Pct |
| -------------- | -- | - | - | - | -- | -- | --- | --- |
| Turkmenistan   | 5  | 3 | 0 | 2 | 6  | 6  | 0   | 9   |
| Coreea de Sud  | 4  | 2 | 2 | 0 | 10 | 0  | +10 | 8   |
| Liban          | 5  | 2 | 2 | 1 | 5  | 3  | +2  | 8   |
| Coreea de Nord | 5  | 2 | 2 | 1 | 4  | 3  | +1  | 8   |
| Sri Lanka      | 5  | 0 | 0 | 5 | 0  | 16 | −16 | 0   |

| Coreea de Nord         | 2−0                        | Liban |
| ---------------------- | -------------------------- | ----- |
| - Jong Il-gwan 7', 56' | Report (FIFA) Report (AFC) |       |

| Sri Lanka | 0–2                        | Turkmenistan                   |
| --------- | -------------------------- | ------------------------------ |
|           | Report (FIFA) Report (AFC) | - Orazsakhedov 8' - Amanov 53' |

| Turkmenistan | 0–2                        | Coreea de Sud                         |
| ------------ | -------------------------- | ------------------------------------- |
|              | Report (FIFA) Report (AFC) | - Na Sang-ho 13' - Jung Woo-young 82' |

| Sri Lanka | 0–1                        | Coreea de Nord      |
| --------- | -------------------------- | ------------------- |
|           | Report (FIFA) Report (AFC) | - Jang Kuk-chol 67' |

| Coreea de Sud                                                                                                   | 8–0                        | Sri Lanka |
| --- | -------------------------- | --------- |
| - Son Heung-min 10', 45+5' (pen.) - Kim Shin-Wook 17', 30', 54', 64' - Hwang Hee-chan 20' - Kwon Chang-hoon 76' | Report (FIFA) Report (AFC) |           |

| Liban                     | 2–1                        | Turkmenistan       |
| ------------------------- | -------------------------- | ------------------ |
| - El-Helwe 5' - Matar 64' | Report (FIFA) Report (AFC) | - Annadurdyýew 62' |

| Coreea de Nord | 0–0                        | Coreea de Sud |
| -------------- | -------------------------- | ------------- |
|                | Report (FIFA) Report (AFC) |               |

| Sri Lanka | 0–3                        | Liban                                           |
| --------- | -------------------------- | ----------------------------------------------- |
|           | Report (FIFA) Report (AFC) | - Maatouk 15' (pen.) - El-Helwe 38' (pen.), 81' |

| Turkmenistan                                | 3–1                        | Coreea de Nord         |
| ------------------------------------------- | -------------------------- | ---------------------- |
| - Titov 23' - Amanov 73' - Orazsakhedov 88' | Report (FIFA) Report (AFC) | - Han Kwang-song 90+3' |

| Liban | 0–0                        | Coreea de Sud |
| ----- | -------------------------- | ------------- |
|       | Report (FIFA) Report (AFC) |               |

| Turkmenistan                     | 2–0                        | Sri Lanka |
| -------------------------------- | -------------------------- | --------- |
| - Bäșimov 44' - Annadurdyýev 59' | Report (FIFA) Report (AFC) |           |

| Liban | 0–0                        | Coreea de Nord |
| ----- | -------------------------- | -------------- |
|       | Report (FIFA) Report (AFC) |                |

| Coreea de Sud |                            | Turkmenistan |
| ------------- | -------------------------- | ------------ |
|               | Report (FIFA) Report (AFC) |              |

| Coreea de Nord |                            | Sri Lanka |
| -------------- | -------------------------- | --------- |
|                | Report (FIFA) Report (AFC) |           |

| Turkmenistan |                            | Liban |
| ------------ | -------------------------- | ----- |
|              | Report (FIFA) Report (AFC) |       |

| Sri Lanka |                            | Coreea de Sud |
| --------- | -------------------------- | ------------- |
|           | Report (FIFA) Report (AFC) |               |

| Coreea de Sud |                            | Coreea de Nord |
| ------------- | -------------------------- | -------------- |
|               | Report (FIFA) Report (AFC) |                |

| Liban |                            | Sri Lanka |
| ----- | -------------------------- | --------- |
|       | Report (FIFA) Report (AFC) |           |

| Coreea de Sud |                            | Liban |
| ------------- | -------------------------- | ----- |
|               | Report (FIFA) Report (AFC) |       |

| Coreea de Nord |                            | Turkmenistan |
| -------------- | -------------------------- | ------------ |
|                | Report (FIFA) Report (AFC) |              |

## Marcatorii
Au fost înregistrate 205 de goluri marcate în 64 de meciuri, pentru o medie de 3,2 goluri pe meci (începând cu 15 octombrie 2019).
7 goluri
- Omar Al Somah

6 goluri
- Ali Mabkhout

5 goluri
- Yang Xu
- Karim Ansarifard

4 goluri
- Jamie Maclaren
- Harry Souttar
- Kim Shin-wook
- Sardar Azmoun
- Takumi Minamino
- Almoez Ali

3 goluri
- Elkeson
- Mohanad Ali
- Edgar Bernhardt
- Hilal El-Helwe
- Rabia Al-Alawi
- Eldor Shomurodov

2 goluri
- Abdulfattah Asiri
- Jackson Irvine
- Mathew Leckie
- Adam Taggart
- Kamil Al Aswad
- Wu Lei
- Wu Xi
- Jong Il-gwan
- Son Heung-min
- Beto Gonçalves
- Mohammad Mohebi
- Mehdi Taremi
- Baha' Faisal
- Gulzhigit Alykulov
- Alimardon Shukurov
- Yousef Nasser
- Mohamadou Sumareh
- Syafiq Ahmad
- Anjan Bista
- Abdul Aziz Al-Muqbali
- Ikhsan Fandi
- Mahmoud Al-Mawas
- Supachok Sarachat
- Mohsen Qarawi

1 gol
- Farshad Noor
- Salem Al-Dawsari
- Abdullah Al-Hamdan
- Hattan Bahebri
- Aaron Mooy
- Mohammed Al-Hardan
- Saad Uddin
- Keo Sokpheng
- Jang Kuk-chol
- Hwang Hee-chan
- Jung Woo-young
- Kwon Chang-hoon
- Na Sang-ho
- Tareq Ahmed
- Khalil Ibrahim
- Ángel Guirado
- Mike Ott
- Javier Patiño
- Patrick Reichelt
- Stephan Schröck
- John-Patrick Strauß
- Marcus Lopez
- Tan Chun Lok
- Sunil Chhetri
- Adil Khan
- Irfan Bachdim
- Amjad Attwan
- Ibrahim Bayesh
- Ahmad Ibrahim Khalaf
- Ali Adnan Kadhim
- Hossein Kanaanizadegan
- Mehrdad Mohammadi
- Ahmad Nourollahi
- Ahmad Ersan
- Ahmed Samir
- Feras Shelbaieh
- Takuma Asano
- Wataru Endo
- Daichi Kamada
- Kensuke Nagai
- Yuto Nagatomo
- Shoya Nakajima
- Maya Yoshida
- Valery Kichin
- Mirlan Murzaev
- Redha Abujabarah
- Hussain Al-Musawi
- Bader Al-Mutawa
- Fahad Al Hajeri
- Abdullah Mawei
- Hassan Maatouk
- Nader Matar
- Ali Ashfaq
- Ibrahim Mahudhee
- Dölgöön Amaraa
- Norjmoogiin Tsedenbal
- Muhsen Al-Ghassani
- Islam Batran
- Oday Dabbagh
- Yaser Hamed
- Yusuf Abdurisag
- Akram Afif
- Hassan Al-Haydos
- Karim Boudiaf
- Abdelkarim Hassan
- Boualem Khoukhi
- Faris Ramli
- Safuwan Baharudin
- Shakir Hamzahin
- Firas Al-Khatib
- Khaled Mobayed
- Chen Yi-wei
- Wen Chih-hao
- Theerathon Bunmathan
- Teerasil Dangda
- Ekanit Panya
- Alisher Dzhalilov
- Davron Ergashev
- Arslanmyrat Amanov
- Altymyrat Annadurdyýev
- Vahyt Orazsakhedov
- Odil Ahmedov
- Jamshid Iskanderov
- Sanjar Kodirkulov
- Igor Sergeev
- Islom Tukhtakhujaev
- Đỗ Duy Mạnh
- Nguyễn Quang Hải
- Nguyễn Tiến Linh
- Quế Ngọc Hải
- Omar Al-Dahi
- Abdulwasea Al-Matari